# كيت فيرث
كيت فيرث (بالإنجليزية: Kate Firth)‏ هي مدربة صوتي وممثلة بريطانية، ولدت في 1962 في نيجيريا.